# Lucius Luscius Ocrea
Lucius Luscius Ocrea (vollständige Namensform Lucius Luscius Marci filius Maecia Ocrea) war ein im 1. Jahrhundert n. Chr. lebender römischer Politiker.
Durch eine Inschrift ist belegt, dass Ocrea durch Vespasian und Titus unter die Patrizier aufgenommen wurde und danach Statthalter der Provinz Lycia et Pamphylia war. Er ist durch eine weitere Inschrift für Anfang 76 als Statthalter nachgewiesen; er war daher vermutlich in den Amtsjahren 74/75 bis 75/76 Statthalter. Vermutlich im Jahr 77 erhielt er einen Suffektkonsulat. Durch eine weitere Inschrift ist belegt, dass er danach Statthalter (Proconsul) der Provinz Asia war; vermutlich war er im Amtsjahr 90/91 Statthalter.
Ocrea war in der Tribus Maecia eingeschrieben und stammte aus Lanuvium. Er war ein Nachfahre von Gaius Luscius Ocrea. Durch eine Inschrift ist belegt, dass er mit Iulia Severina verheiratet war. Ein Sklave von Ocrea wird auf einer Inschrift aus Rom genannt.

## Datierung
Bernard Rémy datiert die einzelnen Stationen seiner Laufbahn wie folgt: Aufnahme unter die Patrizier 73/74, Statthalter in Lycia et Pamphylia in den Amtsjahren 74/75 bis 75/76, Suffektkonsul 77 und Statthalter in Asia im Amtsjahr 90/91. Rémy nimmt an, dass Ocrea Suffektkonsul suo anno wurde; er wäre damit um 44 geboren und hätte seine Laufbahn unter Nero (54–68) begonnen.
Werner Eck datiert die Laufbahn wie folgt: Statthalter in Lycia et Pamphylia in den Amtsjahren 74/75 bis 75/76 (auf jeden Fall nach Mitte 73 und belegt für Anfang 76), Suffektkonsul vermutlich 77 und Statthalter in Asia im Amtsjahr 90/91.